# スコット・エマー

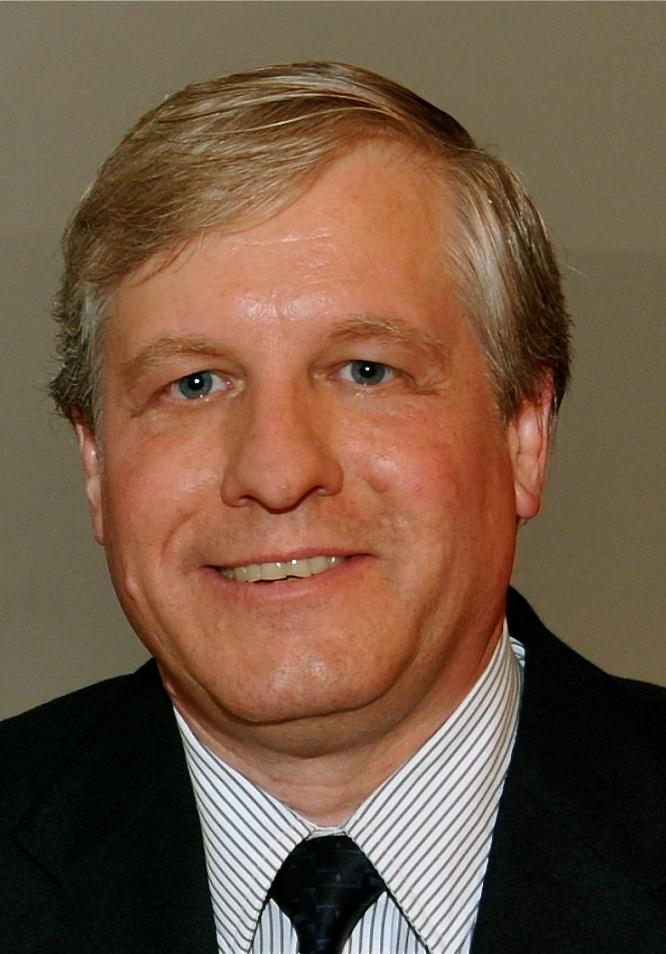
スコット・エマー

スコット・デイヴィッド・エマー（Scott David Emr, 1954年2月8日 - ）は、アメリカ合衆国の細胞生物学者。コーネル大学教授。主な業績はESCRT経路の発見。

## 来歴
ニュージャージー州ジャージーシティで生まれ、フォートリー で育つ。1976年ロードアイランド大学卒業。1981年にハーバード大学医学大学院から分子遺伝学のMDを取得。博士研究員としてカリフォルニア大学バークレー校でランディ・シェクマンのもとで研究し、1983年にカリフォルニア工科大学教授に就任。1991年にカリフォルニア大学サンディエゴ校の教授に就任し、1991年から2007年までハワード・ヒューズ医学研究所でも研究を行った。2007年から現職。

## 受賞歴
- 2021年 - ショウ賞生命科学および医学部門
- 2024年 - ルイザ・グロス・ホロウィッツ賞

## 参考
- Scott Emr
- Scott D. Emr, PhD